# سولیانکا
سولیانکایک سوپ محبوب روسی است که به عنوان میان‌وعده در روسیه و کشورهای بلوک شرق استفاده می‌شود ، این سوپ در انواع مختلف و با مواد غذایی اصلی همچون خیار شور، گوشت، خامه و قارچ پخته می‌شود ، محبوبیت و مقبولیت سولیانکا علاوه بر کشور روسیه هنوز هم در رستوران‌های کشورهای بلوک شرق به چشم می‌خورد.

## انواع مختلف
به‌طور رسمی سه نوع از این میان‌وعده در کشور روسیه و بلوک شرق موجود است که در جزئیاتی همچون استفاده از گوشت، ماهی و سبزیجات با هم متفاوت هستند.

### گوشت سفید سولیانکا
ترکیبات اصلی این نوع از گوشت سفید می‌باشد و برای تهیه آن از گوشت ماهی، گاو، سینه مرغ و سوسیس استفاده می‌شود.
آشپز پس از آماده کردن گوشت، آن را با سبزیجاتی نظیر کلم و قارچ مخلوط می‌کند.

### ماهی سولیانکا
در این نوع از سولیانکا آشپز از گوشت ماهی به جای گوشت مرغ استفاده می‌کند. بیشتر مردم ماهی قزل آلا و ماهیان خاویاری را ترجیح می‌دهند. ترکیبات جانبی آن شامل سرکه شیرین و لیمو می‌باشد که پس از پختن، سرخ کردن یا کباب کردن ماهی، در آب جوش ریخته می‌شود.

### سبزیجات سولیانکا
سبزیجاتی همچون گوجه فرنگی، کرفس و انواع قارچ‌های خوراکی، مواد اصلی این نوع هستند. بعضی از آشپزها از کره و ادویه برای طعم دادن به آن استفاده می‌کنند.

## محبوبیت
این میان‌وعده در زمان اتحاد جماهیر شوروی محبوبیت زیادی داشت، با این حال هنوز هم نام این سوپ در رستوران‌های کشور روسیه و همچنین رستوران‌های شرق آلمان به چشم می‌خورد. گفته می‌شود که آنگلا مرکل صدر اعظم کنونی آلمان، از طرفداران این میان‌وعده می‌باشد.